# Cemento (petrografía)

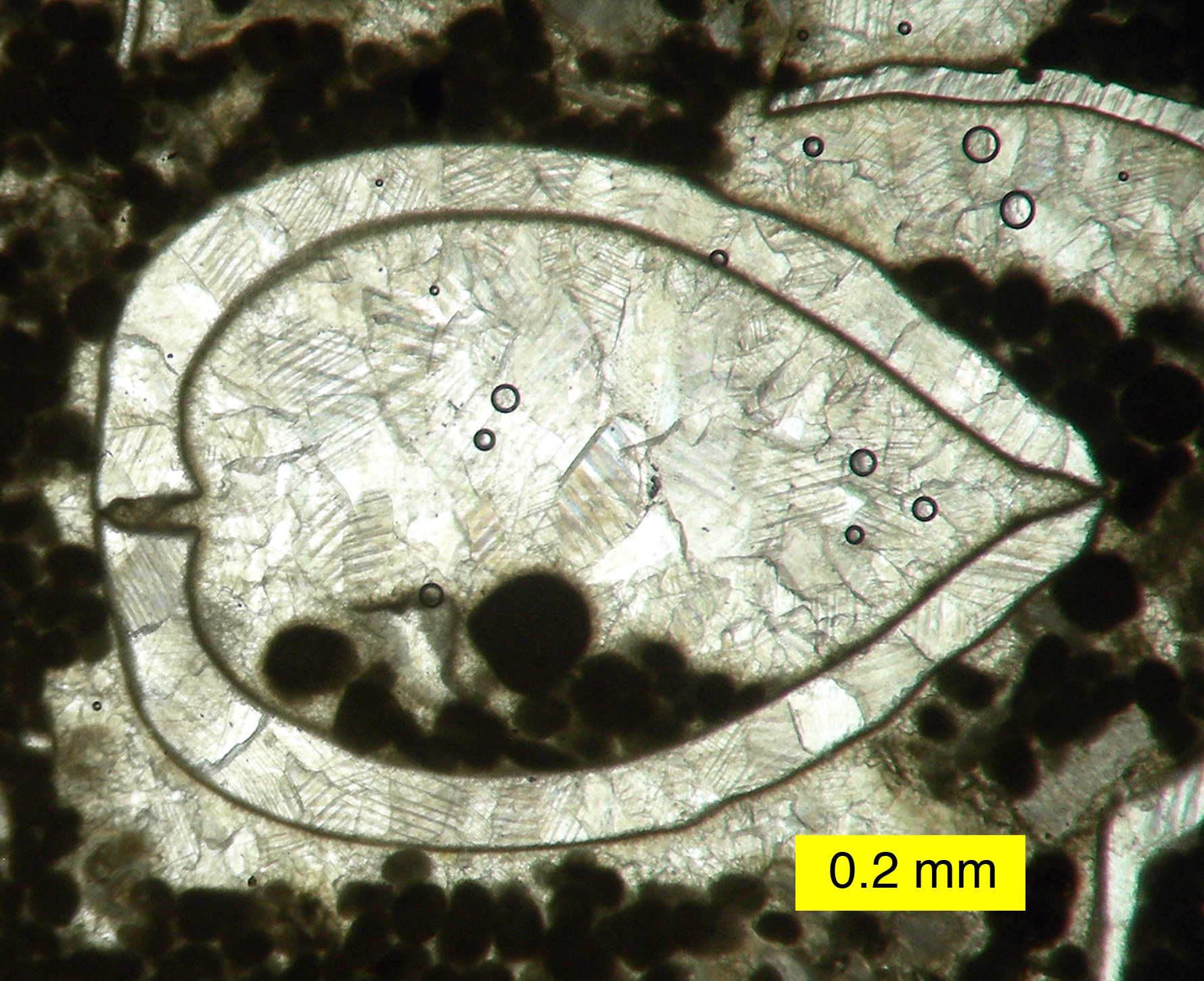
Cemento esparítico (cristales grandes de calcita) rellenando los huecos de una roca sedimentaria con fósiles. Muestra en sección delgada vista al microscopio petrográfico con luz natural.

Cemento en mosaico en una cuarcita. Los granos originales de cuarzo están obliterados (difuminados) por el recrecimiento mineral.Muestra en sección delgada vista al microscopio petrográfico con luz polarizada.

El cemento en petrografía es la parte de una roca sedimentaria formada por cristales de minerales que han crecido o recrecido in situ, rellenando los huecos, en ocasiones obliterando la textura original.
El cemento reduce la porosidad de las rocas y puede aumentar la resistencia mecánica de las mismas, como en las areniscas y cuarcitas, formadas por cementación a partir de arenas sueltas. Los cementos más comunes son de cuarzo y calcita, pero pueden ser de yeso, ferruginosos, etc. El cemento de calcita se denomina esparita cuando forma cristales transparentes de gran tamaño. Cuando los cristales del cemento cubren toda una muestra y están en contacto entre sí, se denomina entonces cemento en mosaico.
El concepto de cemento se aplica principalmente a las rocas sedimentarias y a las que han sufrido procesos de alteración. Los cementos se forman principalmente durante la diagénesis.